# ブルーノ・シェイル
ブルーノ・シェイル（Bruno Cheyrou, 1978年5月10日 - ）は、フランス・オー＝ド＝セーヌ県シュレンヌ出身のサッカー選手。ポジションはミッドフィールダー。

## 経歴
1998年、リールでプロデビュー、初シーズンながら20試合に出場し6ゴールを挙げる。翌シーズンはさらに出場機会を増やし、チームのリーグ・ドゥ優勝に貢献を果たすと、昇格後初シーズンにもかかわらずリーグ・アン3位となった2000-01シーズンのリールの中心メンバーとして定着。翌2001-02シーズンにはリーグでは2ケタ得点、そしてUEFAチャンピオンズリーグでの躍動と充実のシーズンを送った。
この活躍により国内外のチームから着目される存在となり、2002年、リヴァプールFCのジェラール・ウリエ監督に見染められる形で450万ポンド（650万ユーロ）で移籍。しかしながら、リヴァプールでは目立った活躍ができず、2年目のシーズン終了後に監督がラファエル・ベニテスへと交代すると、オリンピック・マルセイユ、さらにはFCジロンダン・ボルドーとレンタル移籍を余儀なくされた。
2006年、スタッド・レンヌへと完全移籍。2010年に半年間アノルトシス・ファマグスタで過ごした後、FCナントでプレーする。

## 所属クラブ
- リール 1998-2002
- リヴァプールFC 2002-2006

→  オリンピック・マルセイユ 2004-2005 （レンタル）
→  FCジロンダン・ボルドー 2005-2006 （レンタル）
- スタッド・レンヌ 2006-2010
- アノルトシス・ファマグスタ 2010
- FCナント 2010-2012

## タイトル
クラブ
 LOSCリール・メトロポール
- リーグ・ドゥ 1999–2000